# Constitution de l'Indonésie
 (décembre 2020).
Si vous disposez d'ouvrages ou d'articles de référence ou si vous connaissez des sites web de qualité traitant du thème abordé ici, merci de compléter l'article en donnant les références utiles à sa vérifiabilité et en les liant à la section « Notes et références ».
Lire en ligne

Consulter

La constitution de l'Indonésie (Undang-Undang Dasar Negara Republik Indonesia 1945 ou UUD '45, « loi de base de l'État de la république d'Indonésie ») est la loi fondamentale de l'État indonésien. Elle fut rédigée de juin à août 1945 alors que le pays était encore sous occupation japonaise à la fin de la Seconde Guerre mondiale. Elle fut abrogée par la constitution fédérale de 1949 puis par la constitution provisoire de 1950, mais fut restaurée à la suite du décret présidentiel du 5 juillet 1959.
La constitution de 1945 a comme préambule les Pancasila, les cinq principes proclamés le 1er juin 1945 par le président Soekarno — deux mois et demi avant la proclamation de l'indépendance, comme étant l'incarnation des principes de bases du futur État indépendant. Elle garantit la séparation des pouvoirs exécutifs, législatifs et judiciaires. Le système gouvernemental est décrit comme « semi-présidentiel » ou comme « présidentiel avec des caractéristiques parlementaires ». À la suite de la chute de Soeharto, de nombreuses réformes politiques furent mises en place et modifièrent en partie la constitution.

## Compléments